# Colchicum eichleri
Colchicum eichleri là một loài thực vật có hoa trong họ Colchicaceae. Loài này được (Regel) K.Perss. miêu tả khoa học đầu tiên năm 1992.